# Chipset

Schemat współczesnego komputera typu PC IBM

Chipset – grupa specjalistycznych chipów, które są przeznaczone do wspólnej pracy. Mają zazwyczaj zintegrowane oznaczenia i zwykle sprzedawane są jako jeden produkt.
W komputerach termin chipset jest powszechnie używany w odniesieniu do specjalistycznego układu scalonego lub zestawu układów płyty głównej komputera lub karty rozszerzeń.
Wydajność i niezawodność komputera w znaczącej mierze zależy od tych układów. Układ ten organizuje przepływ informacji pomiędzy poszczególnymi podzespołami komputera. Podział chipsetu na układy scalone oraz umieszczenie w nich układów wejścia-wyjścia zależy od koncepcji producenta jak i rozwoju możliwości produkcji układów o coraz większym stopniu integracji.
W skład tradycyjnego chipsetu wchodzą zazwyczaj dwa układy zwane mostkami:
- Mostek północny odpowiada za wymianę danych między procesorem a urządzeniami wymagającymi dużej szybkości wymiany danych takich jak: pamięcią, magistral AGP lub PCI-E;
- Mostek południowy odpowiada za współpracę z pozostałymi urządzeniami wejścia/wyjścia, np. dysk twardy czy karty rozszerzeń.

Mostek północny zwykle łączony był z południowym za pomocą magistrali PCI.
Podstawowe układy występujące w chipsetach to:
- sterownik (kontroler) pamięci dynamicznych;
- sterownik CPU;
- sterownik pamięci cache;
- sterownik klawiatury;
- sterowniki magistral, przerwań i DMA.

Chipsety mogą również zawierać zegar czasu rzeczywistego, układy zarządzania energią, sterowniki dysków twardych IDE, dysków elastycznych, sterownik SCSI, sterownik portów szeregowych i równoległych.
Termin ten był również stosowany w latach 80. i 90. do oznaczania układów graficznych i dźwiękowych w komputerach i w konsolach do gier, na przykład Commodore Amiga Original Chip Set czy Sega System 16.

## Modele chipsetów

### Intel

#### Wczesne chipsety
Intel licencjonował chipset ZyMOS POACH dla procesorów Intel 80286 i Intel 80386SX:
- 82350 EISA
- 82350DT EISA
- 82310 MCA
- 82340SX PC AT
- 82340DX PC AT
- 82320 MCA
- 82360SL był chipsetem dla rozwiązań mobilnych 80386SL i 80486SL. Zawierał w sobie zintegrowany kontroler bezpośredniego dostępu do pamięci, Programowalny kontroler przerwań, obsługę portów równoległego i szeregowego, oraz układ logiczny odpowiedzialny za zarządzanie zasilaniem procesora.

#### Chipsety serii 4x0

##### Chipsety dla procesorów serii80486
| Chipset | Nazwa kodowa | Mostek południowy | Data premiery | Obsługiwane procesory | FSB       | SMP | Typ Pamięci | Maksymalna ilość pamięci | Parzystość/ECC | L2 Cache Typ   | Wsparcie dla PCI |
| ------- | ------------ | ----------------- | ------------- | --------------------- | --------- | --- | ----------- | ------------------------ | -------------- | -------------- | ---------------- |
| 420TX   | Saturn       | SIO               | Listopad 1992 | 5 V 486               | Do 33 MHz | Nie | FPM         | 128 MB                   | Parzystość     | Asynchroniczna | 2.0              |
| 420EX   | Aries        | 82426EX           | Marzec 1994   | 5 V/3.3 V 486         | Do 50 MHz | Nie | FPM         | 128 MB                   | Parzystość     | Asynchroniczna | 2.0              |
| 420ZX   | Saturn II    | SIO               | Marzec 1994   | 5 V/3.3 V 486         | Do 33 MHz | Nie | FPM         | 160 MB                   | Parzystość     | Asynchroniczna | 2.1              |

##### Chipsety dla procesorów seriiPentium
Płyt z chipsetami Mercury and Neptune można znaleźć w parze z kontrolerami IDE RZ1000 i CMD640 zawierającymi bug korupcji danych.
| Chipset | Nazwa Kodowa  | Numer Partii           | Mostek Południowy | Data premiery    | Obsługiwane Procesory | FSB    | SMP | Typ pamięci   | Maksymalna ilość pamięci | Maksymalna ilość cache’owanej pamięci | Parzystość/ECC       | L2 Cache Typ          | Wsparcie dla PCI | Wsparcie dla AGP |
| ------- | ------------- | ---------------------- | ----------------- | ---------------- | --------------------- | ------ | --- | ------------- | ------------------------ | ------------------------------------- | -------------------- | --------------------- | ---------------- | ---------------- |
| 430LX   | Mercury       | S82434LX               | SIO               | Marzec 1993      | P60/66                | 66 MHz | Nie | FPM           | 192 MB                   | 192 MB                                | Częściowo Parzystość | Asynchroniczna        | 2.0              | Nie              |
| 430NX   | Neptune       | S82433NX S82434NX      | SIO               | Marzec 1994      | P75+                  | 66 MHz | Tak | FPM           | 512 MB                   | 512 MB                                | Częściowo Parzystość | Asynchroniczna        | 2.0              | Nie              |
| 430FX   | Triton        | SB82437FX-66 SB82437JX | PIIX              | Styczeń 1995     | P75+                  | 66 MHz | Nie | FPM/EDO       | 128 MB                   | 64 MB                                 | Żaden                | Asynchroniczna/Pburst | 2.0              | Nie              |
| 430MX   | Mobile Triton | 82437MX                | MPIIX             | Październik 1995 | P75+                  | 66 MHz | Nie | FPM/EDO       | 128 MB                   | 64 MB                                 | Żaden                | Asynchroniczna/Pburst | 2.0              | Nie              |
| 430HX   | Triton II     | FW82439HX FW82439JHX   | PIIX3             | Luty 1996        | P75+                  | 66 MHz | Tak | FPM/EDO       | 512 MB                   | 512/64 MB Zależne od użytej pamięci   | Obydwa               | Asynchroniczna/Pburst | 2.1              | Nie              |
| 430VX   | Triton        | SB82437VX SB82438VX    | PIIX3             | Luty 1996        | P75+                  | 66 MHz | Nie | FPM/EDO/SDRAM | 128 MB                   | 64 MB                                 | Żaden                | Asynchroniczna/Pburst | 2.1              | Nie              |
| 430TX   |               | FW82439TX              | PIIX4             | Luty 1997        | P75+                  | 66 MHz | Nie | FPM/EDO/SDRAM | 256 MB                   | 64 MB                                 | Żaden                | Asynchroniczna/Pburst | 2.1              | Nie              |

#### Pozostałe
- i815/E (FSB 133 MHz bez AGP/ ver E z AGP SDR 133 MHz Dla Pentium III)
- i845E/GV (FSB 533 MHz AGPx4 2Go DDR PC2700 max)
- i850e, i855G (855GME dla Pentium M)
- i865G/P (FSB 533 MHz AGPx8 4Go DDR 2 serial ATA)
- i875p = zoptymalizowany i865
- E7205 (dla serwerów P4), E7500/E7501/E7505 (dla serwerów Xeon), E7520/E7525/E7530 (dla serwerów Bi-Xeon)
- 910GML/GMZ, 915GM/PM, 945PM/GM
  - 945PM/GM + Intel PRO/Wireless 3945ABG + Intel Core Solo = Centrino (3. generacja)
  - 945PM/GM + Intel PRO/Wireless 3945ABG + Intel Core Duo = Centrino Duo
- 910GL, 915P/PL/G/GL/GV, 925X/XE, 945P/PL/G/GZ, 955X (dla Pentium D/EE)
- 963Q, 965P/G/Q, 975X (dla Intel Core 2 Duo)
- 965PM/GM centrino Santa Rosa
- P31/G31
- G33
- P35/G35/Q35
- X38 (dla Intel Core 2 Duo w technologii 45nm, obsługa DDR3)
- P41
- P43/G43
- P45/G45
- X48
- Intel P55 (dla Intel Core i5)
- Intel X58 (dla Intel Core i7)
- P/H61
- P/H67
- Z68
- B75
- H77
- Z77
- X79
- H81
- B85
- H87
- Z87
- H97
- Z97
- X99
- X299
- Z170
- H170
- B150
- H110
- Z270
- B260
- H270
- Z390 (Dla Intel Core 7-9 generacji w technologii 14nm, obsługa DDR4)
- Z370 (Dla Intel Core 7-9 generacji w technologii 14nm, obsługa DDR4)
- B360 (Dla Intel Core 7-9 generacji w technologii 14nm, obsługa DDR4)
- H310 (Dla Intel Core 7-9 generacji w technologii 14nm, obsługa DDR4)
- Z490 (Dla Intel Core 10-11 generacji w technologii 14nm, obsługa DDR4)
- B460 (Dla Intel Core 10-11 generacji w technologii 14nm, obsługa DDR4)
- H410 (Dla Intel Core 10-11 generacji w technologii 14nm, obsługa DDR4)
- Z590 (Dla Intel Core 10-11 generacji w technologii 14nm, obsługa DDR4)
- B560 (Dla Intel Core 10-11 generacji w technologii 14nm, obsługa DDR4)
- H510 (Dla Intel Core 10-11 generacji w technologii 14nm, obsługa DDR4)
- Z690(Dla Intel Core 12-14 generacji w technologii 10nm, obsługa DDR4 i DDR5)
- B660 (Dla Intel Core 12-14 generacji w technologii 10nm, obsługa DDR4 i DDR5)
- H610 (Dla Intel Core 12-14 generacji w technologii 10nm, obsługa DDR4 i DDR5)
- Z790 (Dla Intel Core 12-14 generacji w technologii 10nm, obsługa DDR4 i DDR5)
- B760 (Dla Intel Core 12-14 generacji w technologii 10nm, obsługa DDR4 i DDR5)

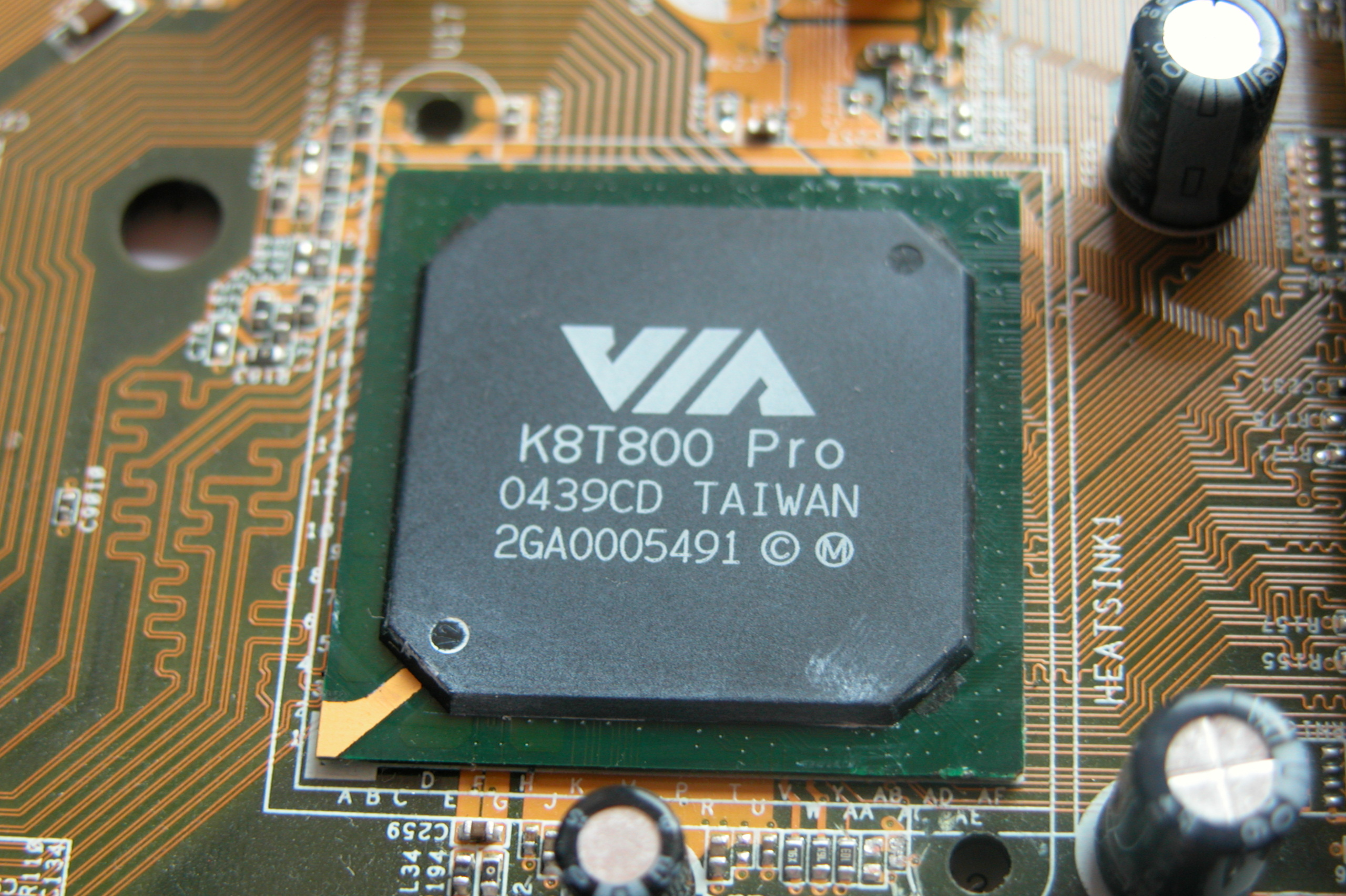
VIA K8T800Pro

### VIA Technologies
- VIA KT133, KT133A
- VIA KT266A (FSB 200/266 MHz AGPx4)
- VIA KT333
- VIA Apollo KT400A
- VIA KT600 (wersja z i bez kontrolera Serial ATA)
- VIA KT880
- VIA P4X400
- VIA K8T400M
- VIA K8T800Pro

### Silicon Integrated Systems(SiS)
- SiS 645 648
- SiS 650 651 655 672
- SiS 735 740

### Nvidia
- nForce 2: Ultra 400Gb, Ultra 400R, Ultra 400
- nForce 3: Go, Professional
- nForce 4: SLI Intel, Series AMD, SLI/XE Ultra Intel, Intel x16
- nForce 5: 520, SLI/570/560/550 AMD, 590SLI AMD, 570 SLI Intel, 590 SLI Intel
- nForce 6: 610i, 630i, 650i, SLI/650i Ultra, 680a SLI, 680 SLI/680i LT SLI
- nForce 7: 730i, 750i, 780i, 790i (błędnie nazywany 780i Ultra)
- nForce 9: 980a SLI

### ATI(kupiony przez AMD w lipcu 2006 roku)
- Chipsety dla procesorów AMD:
  - AMD 480X CrossFire
  - AMD 580X CrossFire
  - AMD 690G, 690V, AMD M690 (mobilny)
  - AMD 740G
  - AMD 760G
  - AMD 770
  - AMD 780G
  - AMD 785G
  - AMD 790X CrossFire
  - AMD 790FX CrossFire X
  - AMD 790GX CrossFire
  - AMD 870
  - AMD 880G
  - AMD 890FX CrossFire X
  - AMD 890GX CrossFire
  - AMD 970
  - AMD 980G
  - AMD 990X
  - AMD 990FX
  - AMD A75
  - AMD A85
  - AMD A85X
  - AMD A88X
  - ATI Radeon Xpress 1100 (chipset ze zintegrowaną grafiką)
  - ATI Radeon Xpress 1150 (chipset ze zintegrowaną grafiką)
  - ATI Radeon Xpress 200, 200M (mobilny) (chipset ze zintegrowaną grafiką)
  - ATI SB600 (mostek południowy)
  - ATI SB700 (mostek południowy)
  - ATI SB710 (mostek południowy)
  - ATI SB750 (mostek południowy)
  - ATI SB850 (mostek południowy)
- Chipsety dla procesorów Intel:
  - ATI CrossFire Xpress 3200 (dla procesorów Intel Core 2 Duo)
  - ATI Radeon Xpress 1250 (chipset ze zintegrowaną grafiką)
  - ATI Radeon Xpress 1100 (chipset ze zintegrowaną grafiką)
  - ATI Radeon Xpress 200, 200M (chipset ze zintegrowaną grafiką)
  - ATI SB600 Series (mostek południowy)

### Acer Laboratories Incorporated(ALi)
- M1217 – chipset dla procesora Intel 80386SX
- M1429/M1431 – magistrala VESA Local Bus procesor Intel 80486 i kompatybilne
- M1439/M1445 – magistrala PCI, podstawka Socket 3
- M1489 – PCI, Socket 3
- M1531/M1543 «ALADDiN IV» – Socket 7 do 83 MHz FPM, EDO, SDRAM brak obsługi AGP
- M1531B «ALADDiN IV+» – Socket 7
- M1541, M1542 «ALADDiN V» – Socket 7 do 100 MHz, AGP (1x i 2x)
- M1561/M1535D «ALADDiN 7» – Socket 7
- M1621/M1543 «ALADDiN-Pro II» – Slot 1 i Socket 370
- M1631 «ALADDiN TNT2» – Slot 1 i Socket 370 zintegrowana Riva TNT2
- M1632M «CyberBLADE ALADDiN i1» – Slot 1 i Socket 370 zintegrowana Trident Microsystems CyberBlade3D (AGP 2x)
- M1641B/M1535D «ALADDiN-Pro 4» – Slot 1 i Socket 370, AGP (1x, 2x i 4x)
- M1644 «CyberALADDiN» – Slot 1 i Socket 370 zint. Trident CyberBlade XP
- M1644T «CyberALADDiN-T» (Tualatin)
- M1651T «ALADDiN-Pro 5» – DDR PC2100
- M1651T/M1535D+ «Aladdin Pro 5T» MaGiK 1 – Pentium III
- M1671 «ALADDiN-P4» – Socket 478, FSB 100x4
- M1672 «CyberALADDiN-P4» – Socket 478
- M1681 – Socket 478
- M1683 – Socket 478
- M1646 «CyberMAGiK» – Socket A i Slot A, zint. Trident CyberBlade XP
- M1647 «MobileMAGiK 1» – Socket A i Slot A
- M1647/M1535D+ «MAGiK 1» – Socket A i Slot A
- M1667 «MAGiK 2» – Socket A i Slot A
- M1668 «MAGiK K8» – Socket 940 i Socket 754
- M1687/M1565 «Hammer» – Socket 940 i Socket 754, HyperTransport
- M1688/M1563 «MAGiK K8G» – Socket 940 i Socket 754, zint. Trident Blade XP4 (AGP 8x)
- M1689/M1565 – AMD Athlon 64, HyperTransport
- M1691/M1673
- M1695 – Athlon 64, PCI Express, AGP, HyperTransport
- M1697 – Athlon 64, PCI Express, AGP, HyperTransport